# 民間警備隊 (ザイール)
民間警備隊（Fr:Garde civile zaïroise）は、かつてザイールに存在した警察組織。モブツ・セセ・セコ体制を支援するために創設され、周辺諸国との紛争や内戦において実践投入された。　

## 歴史
1984年に創設され、主に西ドイツやエジプトで訓練やトレーニングを受けていた。国境警備、違法な交通とテロとの戦い、そして治安の回復などを目的として、様々な面で民間警備隊は徴用されていた。
1987年、モブツの妻のいとこの夫であるクパマ・バラモト・カタが陸軍大将に昇進。民間警備隊は完全にモブツに忠実な部隊となった。1990～1995年にかけて、部隊の一定数が追放されるなど「更なるモブツ化」が進んだが、これはカタンガトラと呼ばれる、カタンガへの回帰を目指す人々がいたとされる。カタンガトラは完全に追放され、バラモトが指揮する民間警備隊は、1996年当時の時点で26,000人の兵で構成されていたとされ、予算はザイール軍（FAZ）の4倍に相当した。
第一次コンゴ戦争に参加したのち敗退を喫し、1997年末に解散した。